# Окінава (острів)
Окіна́ва (яп. 沖縄本島, окінава-хонто:) — найбільший острів японського архіпелагу Рюкю, розташований приблизно посередині між Кюсю і Тайванем. Площа острова дорівнює 1207 км². Є найбільшим островом в префектурі Окінава. Головне місто — Наха (314067 жителів). З Нахи до міста Сюрі, древньої резиденції королів, прямує шосе.

## Історія
В середньовіччя на Окінаві існувало королівство Рюкю, що було підкорене японцями 1879 року. По всьому периметру острова розкидано руїни середньовічних фортифікаційних споруд — гусуку. Вони є пам'ятками Всесвітньої спадщини.
В квітні — липні 1945 року під час Битви за Окінаву було захоплено американськими військами. На острові було створено американську військову базу, що була ключовим стратегічним об'єктом та контролювала всі підходи до Японії. Після війни острів знаходився під керівництвом американської адміністрації до 1972 року. Після 1972 року на Окінаві залишились американські війська, зокрема на авіабазі Kadena. Присутність збройних сил США на острові викликає серед жителів Японії протести, що посилилися після випадку зґвалтування американськими солдатами 12-річної школярки 1995 року.
Окінава — батьківщина бойового мистецтва окінава-те, що започаткувало більшість стилів карате.

## Видатні окінавці
- Мацумура Сокон — майстер бойових мистецтв, один з патріархів окінавського карате.
- Фунакосі Гітін — майстер бойових мистецтв, один з партіархів японського карате-до, засновник стилю Сьотокан.
- Міягі Тьодзюн — майстер бойових мистецтв, засновник стилю Годзю Рю.
- Гакт — актор, музикант та співак.

## Цікаві факти
- Окінава — рекордсмен за кількістю довгожителів. Середня тривалість життя у чоловіків — 88 років, жінок — 92.

Більшість довгожителів Японії, відомої своїм високим рівнем тривалості життя, живуть на острові Окінава. За кількістю довгожителів він посідає перше місце в країні вже 36 років поспіль, як повідомляє міністерство внітрушніх справ Японії.
Всього в країні кількість людей, що відзначили 100-літній ювілей, досягає сьогодні найбільшого показника за всю історію складання статистики — 36 тис. 276 осіб, 86 % з яких — жінки, повідомляє РСН
За даними Всесвітньої Організації Охорони Здоров'я, середня тривалість життя в Японії — 82 роки, а на островах Окінава — вища на 10-15 років, ніж в усій Японії. Дослідження підтвердили, що високі показники довголіття населення островів залежать від якості питної води. Показник кальцію в питній воді міста Нага (префектура Окінава) найвищий не лише в Японії, а й у світі. Через те, що острови розташовано на коралових атолах, питна вода, що видобувається з острівних озер, фільтрується коралами та насичується йонами кальцію. З 2500 видів коралів білі корали виду Санго, що ростуть в цій області Японії, є єдиними корисними для людини. Аналіз показав, що вони складаються з кальцію, магнію, калію, натрію та великої кількості життєво важливих мікроелементів (всього близько 70-ти). Зараз триває промислове освоєння коралів Санго навколо Окінави.

- В 1974 році 30 підлітків-жителів острова повідомили, що спостерігали урочисту процесію жінок-привидів. В далекому минулому на місці події було кладовище.

## Зображення

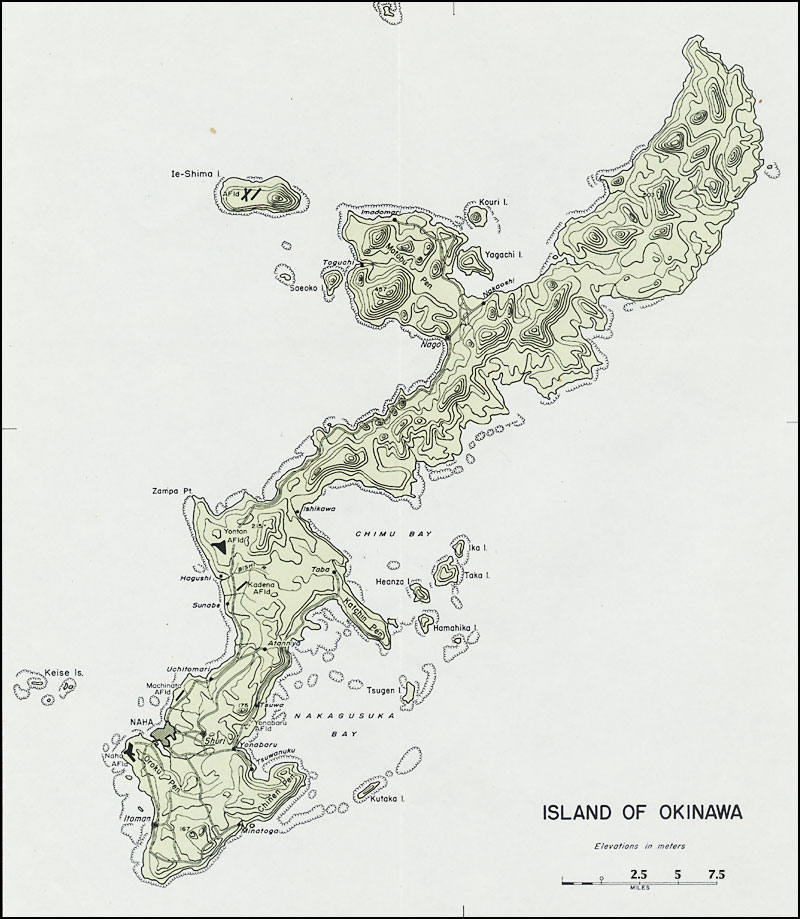
Стара карта Окінави
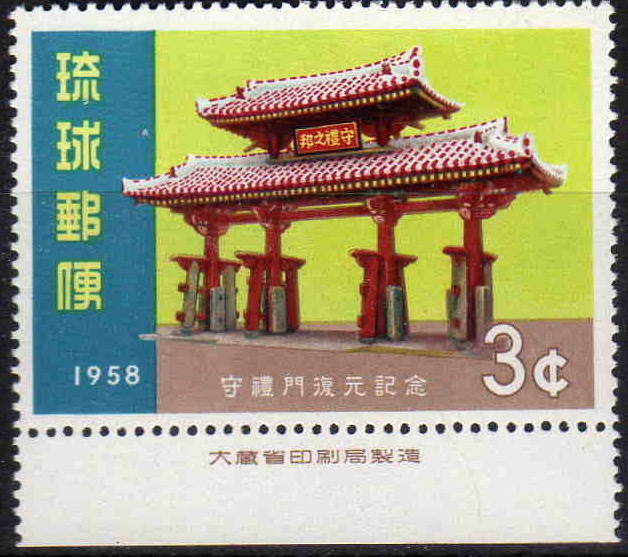
Ворота Сюрейномон замкового (королівського) парку — символ Окінави на трицентовій марці Окінави 1958 року
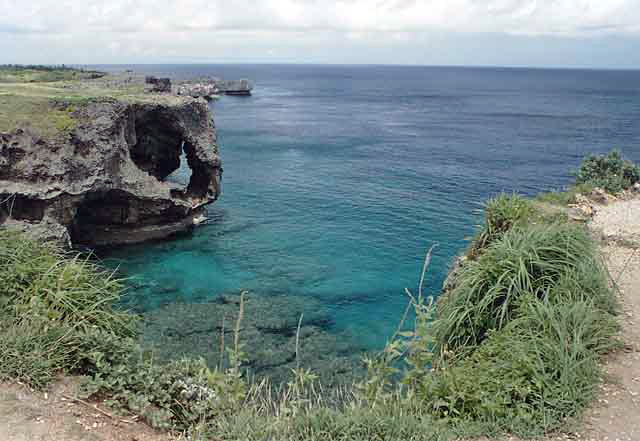
Скелі в Манзамо
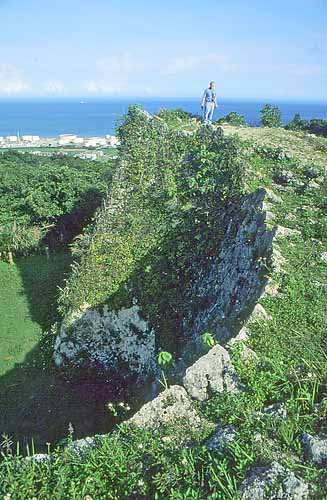
Стіна гусуку
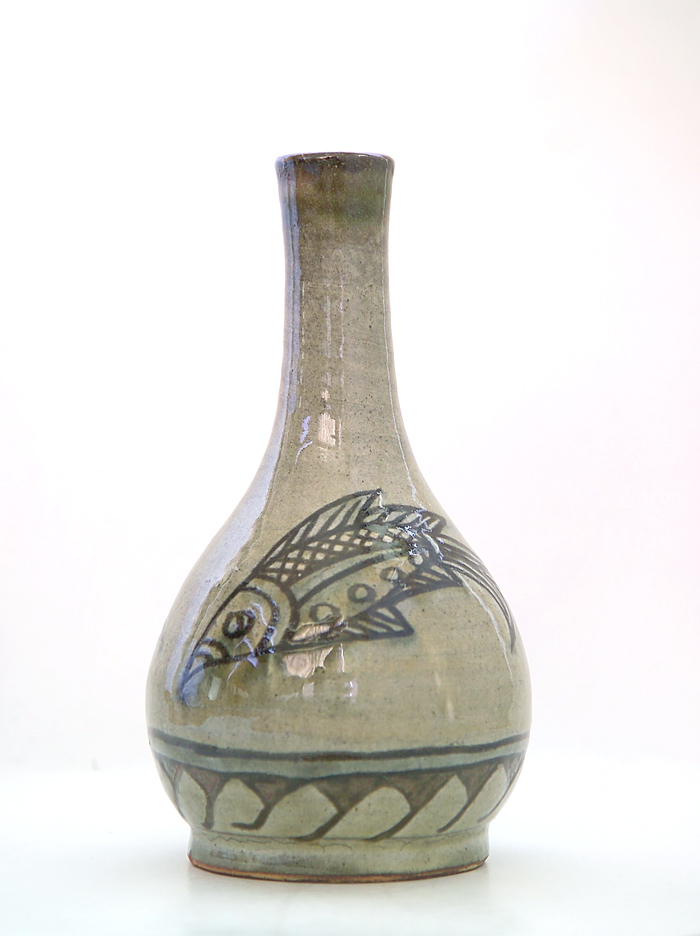
Ваза в національному окінавському стилі
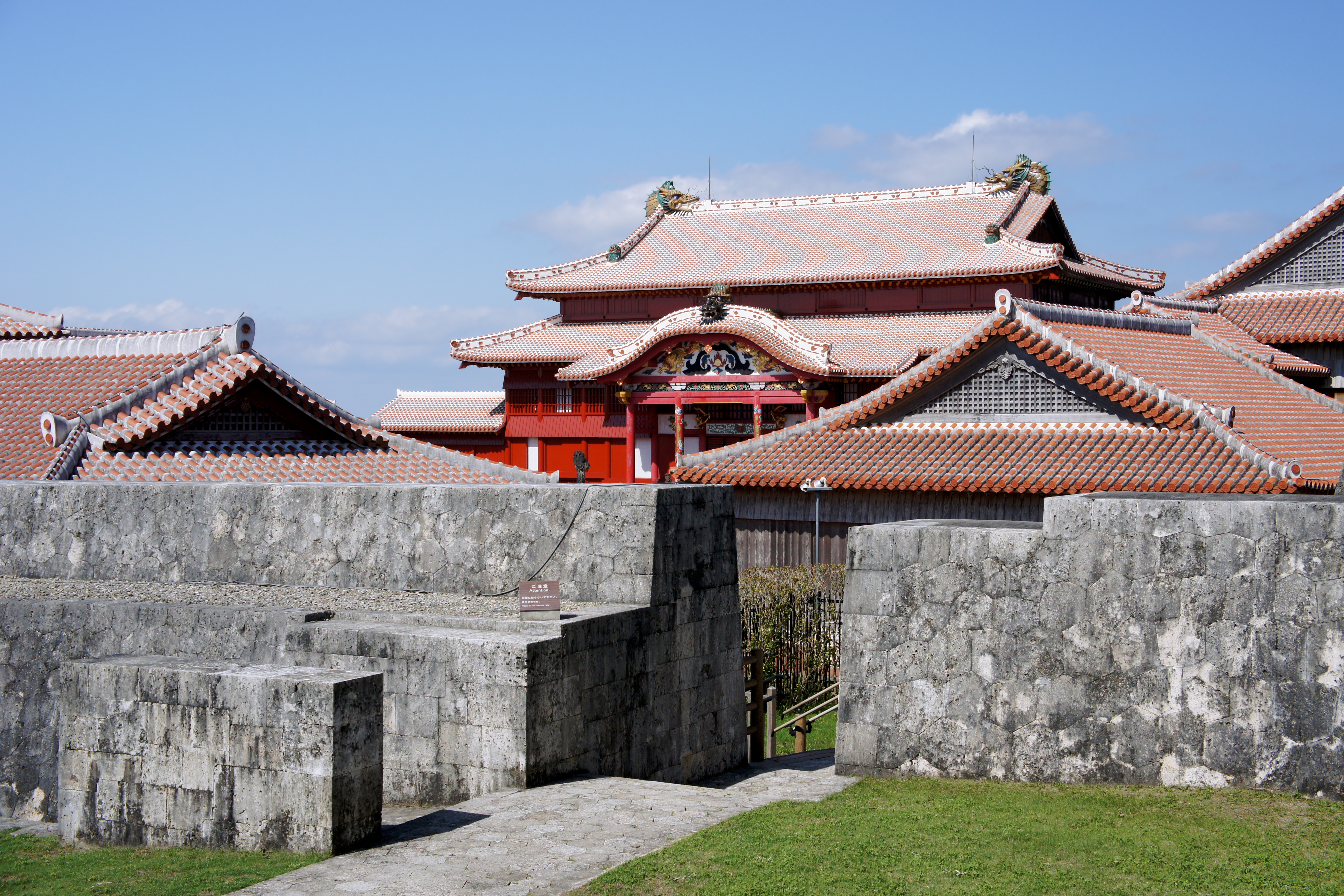
Відновлений королівський палац в Сюрі
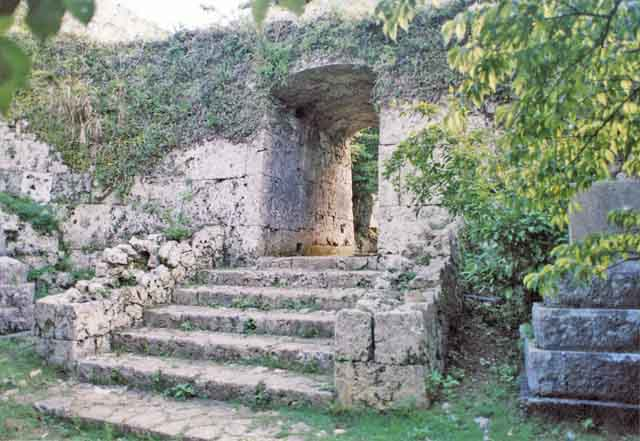
Руїни одного з гусуку
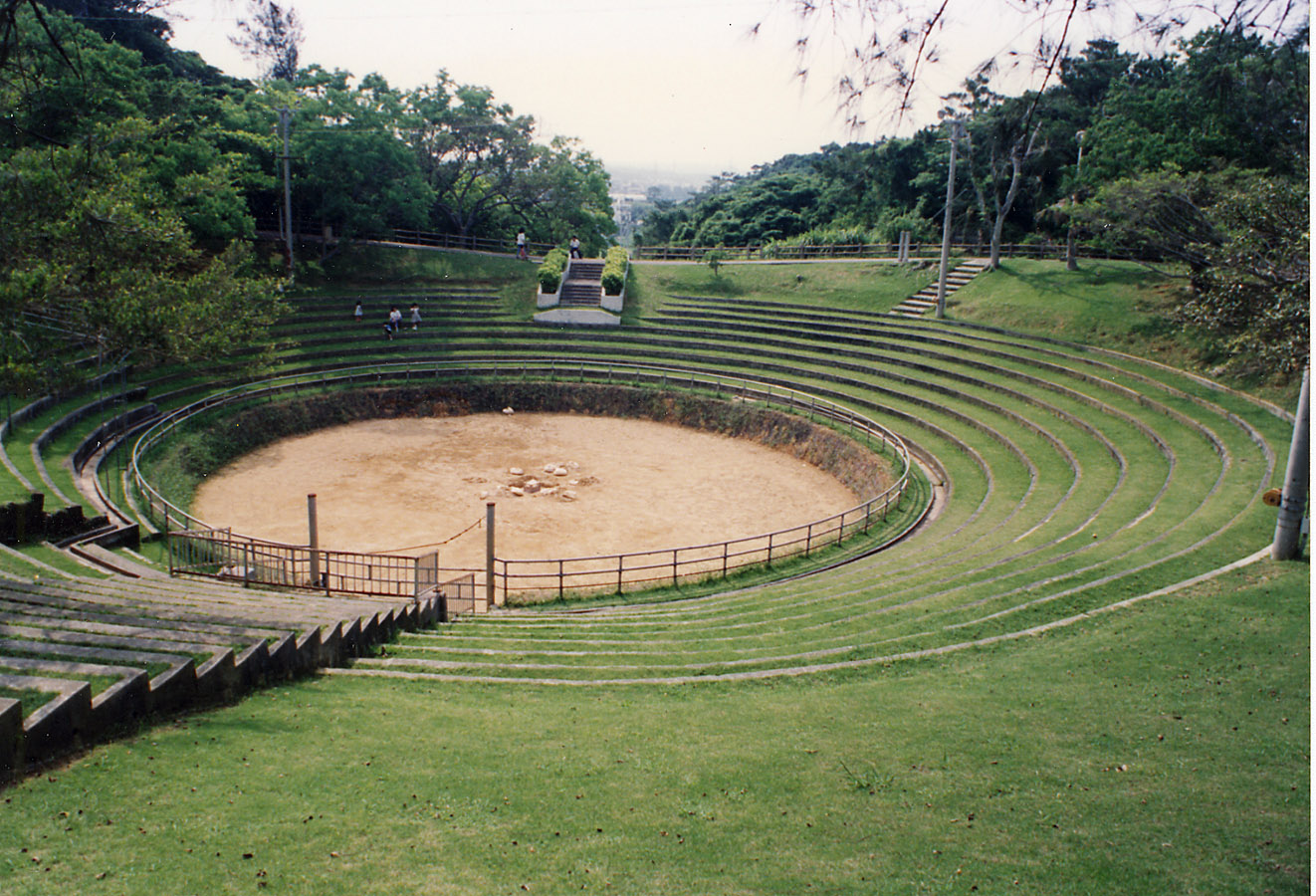
Арена для бою биків.
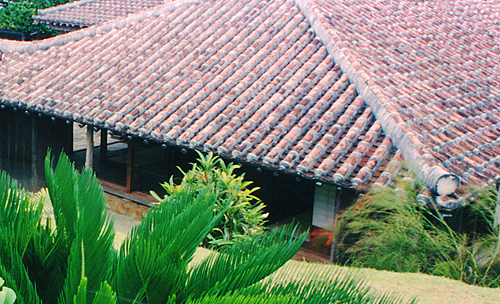
Традиційний будинок на Окінаві
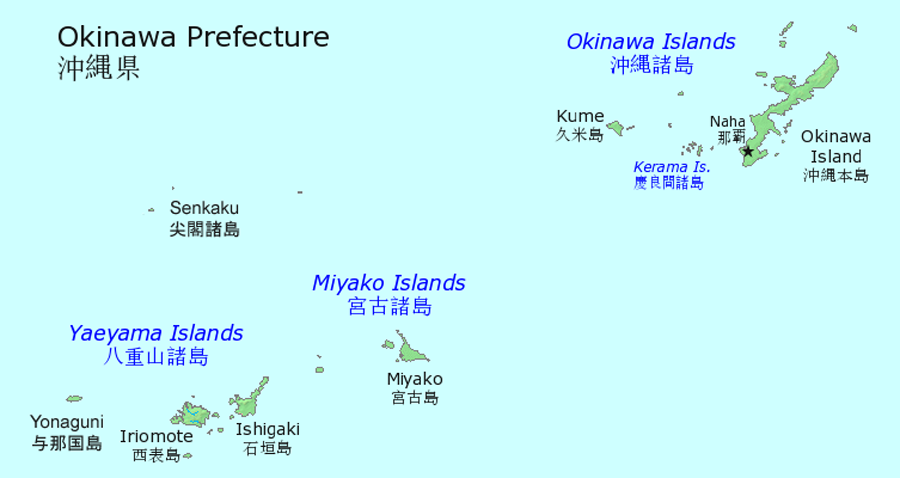
Карта префектури Окінава